# Coleosoma normale
Coleosoma normale är en spindelart som beskrevs av Bryant 1944. Coleosoma normale ingår i släktet Coleosoma och familjen klotspindlar. Inga underarter finns listade i Catalogue of Life.